# Pihen-lès-Guînes
Pihen-lès-Guînes (Nederlands: Pittem) is een gemeente in het Franse departement Pas-de-Calais (regio Hauts-de-France) en telt 394 inwoners (1999). De plaats maakt deel uit van het arrondissement Calais.
Het dorp had in een ver verleden een meer Vlaamsklinkende naam: in de 11e eeuw schreef men Pithem.

## Geografie
De oppervlakte van Pihen-lès-Guînes bedraagt 9,2 km², de bevolkingsdichtheid is 42,8 inwoners per km².

## Verkeer en vervoer
In de gemeente ligt spoorwegstation Pihen.
De onderstaande kaart toont de ligging van Pihen-lès-Guînes met de belangrijkste infrastructuur en aangrenzende gemeenten.

## Demografie
Onderstaande figuur toont het verloop van het inwonertal (bron: INSEE-tellingen).